# Hoàng Lâu
Hoàng Lâu là một xã thuộc huyện Tam Dương, tỉnh Vĩnh Phúc, Việt Nam.
Xã Hoàng Lâu có diện tích 6,73 km², dân số năm 1999 là 3.270 người, mật độ dân số đạt 486 người/km².